# Ophioderma propinqua
Ophioderma propinqua is een slangster uit de familie Ophiodermatidae.
De wetenschappelijke naam van de soort werd in 1895 gepubliceerd door René Koehler.